# マンシュウヤマブドウ
マンシュウヤマブドウ （満洲山葡萄、学名：Vitis amurensis）はブドウ科ブドウ属の植物。別名はアムールブドウ、チョウセンヤマブドウ。

## 特徴
落葉性木本蔓植物。若い枝にはくも毛があり、巻き髭がある。楕円形の大きな葉には3から5ヶ所の切れ込みと、柄元に窪み、表面は滑らかだが裏面には毛が生えている。夏に開花し、雌雄異株、円錐花序。果実は黒色である。また他の多くの葡萄品種とは異なり年間降雨量が700 mm以上の湿潤気候と軽度の酸性土壌を好む。また幾つかの病気やブドウネアブラムシに対しての耐性を持つ。

## 分布
ロシアのアムール州、沿海州、中国の黒龍江省、安徽省、遼寧省、浙江省、吉林省、山西省、山東省、河北省 等に自生し、標高200メートルから1,200メートルの地域の、山の斜面や渓谷の林や藪に多く見られる。かつて言われていた北海道での自生は誤認だとわかり、ヤマブドウの1系統かタケシマヤマブドウVitis coignetiae var. glabrescensだと考えられている。
マンシュウヤマブドウには4つの変種がある。
- V. amurensis var. amurensis
- V. amurensis var. dissecta（深裂山葡萄）
- V. amurensis var. yanshanensis（燕山葡萄）
- V. amurensis var. funiushanensis（伏牛山葡萄）

## 利用
マンシュウヤマブドウは栽培品種として広く利用されており、一般的にはサンクトペテルブルクを限界とするヨーロッパロシア北部まで栽培されている。旧ソ連の研究機関において耐寒性や病気への耐性賦与のため、他の多くの葡萄品種（主にヨーロッパブドウ）との交雑品種が生み出され、ワインや生食用として生産されており、葉も食用として利用されるほか、黄色の染料用途でも使用される。西欧でも栽培されている交雑種としてはザーリャ・セヴェラ、セヴェルヌィ、ロンド等がある。
初の商業栽培は満洲国通化省においてワインの醸造用に行われた。